# Duboisia hopwoodii
Duboisia hopwoodii là loài thực vật có hoa trong họ Cà. Loài này được (F.Muell.) F.Muell. mô tả khoa học đầu tiên năm 1874.